# 돗토리촌
돗토리촌(일본어: 鳥取村)은 일본 교토부 다케노군에 있던 촌이다. 현재의 교탄고시에 해당한다.

## 역사
- 1889년 4월 1일 - 정촌제 시행에 의해 3촌의 구역을 가지고 다케노군 돗토리촌이 성립하였다.
- 1927년 3월 7일 - 기타단고 지진이 발생해. 가옥이 붕괴되어 약 150채가 되는 피해를 입었고, 지진후 발생한 화재로 전소 55채 소실, 반소 30채 소실. 촌내 사망자는 약 120명, 중상자 약 60명의 인명피해가 발생하였다.
- 1933년 2월 1일 - 미조타니촌, 요시노촌, 후카다촌과 합병해, 야사카촌이 성립, 동일 돗토리촌은 폐지되었다.

## 참고문헌
- 「角川日本地名大辞典」編纂委員会『角川日本地名大辞典 26 京都府』角川書店、1982年